# Haris Škoro
Haris Škoro (ur. 2 września 1962 w Sarajewie) – bośniacki piłkarz występujący na pozycji napastnika. Wcześniej reprezentant Jugosławii.

## Kariera klubowa
Škoro karierę rozpoczynał w 1981 roku w NK Bosna Visoko, skąd po roku przeniósł się do Željezničara. W sezonie 1983/1984 zajął z nim 3. miejsce w lidze jugosłowiańskiej. Graczem Željezničara był przez 5 sezonów. W 1987 roku odszedł do Dinama Zagrzeb, a w 1988 roku został zawodnikiem włoskiego Torino FC. W Serie A zadebiutował 9 października 1988 w przegranym 2:3 meczu z Sampdorią, w którym strzelił także gola. W sezonie 1988/1989 Škoro spadł z zespołem do Serie B, ale w kolejnym wygrał z nim drugoligowe rozgrywki i wrócił do Serie A.
W 1991 roku odszedł do szwajcarskiego FC Zürich, z którym przez cztery sezony występował w pierwszej lidze. W 1995 roku przeniósł się do drugoligowego FC Baden. W 1996 roku zakończył karierę.

## Kariera reprezentacyjna
W reprezentacji Jugosławii Škoro zadebiutował 28 września 1985 przegranym 1:2 meczu eliminacji Mistrzostw Świata 1986 z NRD, w którym strzelił także gola. W latach 1985–1989 w drużynie narodowej rozegrał 15 spotkań i zdobył 4 bramki.